# Lisl Valetti
Lisl Valetti (* 14. November 1914 in Berlin, Deutschland; † 28. Dezember 2004 in Studio City, Los Angeles, Kalifornien, USA) war eine österreichische Schauspielerin.

## Leben
Die Tochter der Schauspieler Rosa Valetti und Ludwig Roth wurde von ihrer Mutter 17-jährig zum Film gebracht und debütierte mit dem winzigen Part eines Internats-Küchenmädchen in Leontine Sagans Klassiker Mädchen in Uniform. Im Jahr darauf gab Lisl Valetti ihr Bühnendebüt. Nach nur einer Spielzeit am Deutschen Theater Berlin (1932/33) wurde sie infolge der nationalsozialistischen Machtergreifung in Deutschland als Jüdin vom Kulturbetrieb ausgeschlossen. 
Daraufhin ging Lisl Valetti 1934 nach Österreich und fand in Wien Beschäftigung am Theater in der Josefstadt sowie am Kabarett Literatur am Naschmarkt. Im Mai 1936 reiste sie nach England weiter, zwei Jahre darauf fand sich Lisl Valetti in den USA ein. In Los Angeles kam sie zunächst in Emigrantenaufführungen unter, bisweilen gesponsert von The Tribune, wie bei einem Einakter-Abend im Februar 1939. Seit Eintritt der USA in den Zweiten Weltkrieg wirkte Lisl Valetti als Komparsin in zahlreichen, überwiegend antinazistisch-propagandistisch ausgerichteten Filmproduktionen mit. Seit Beginn der 50er Jahre war Lisl Valetti de facto beschäftigungslos: 1951 wurde sie lediglich als Lichtdouble in Charlie Chaplins Rampenlicht eingesetzt, 1956 wirkte sie als Statistin in der Monumentalproduktion In 80 Tagen um die Welt mit.
Lisl Valetti war mit dem zehn Jahre älteren, rumänischstämmigen Felix Bernstein verheiratet, der bis 1938 in Wien die Leitung des MGM-Verleihs innehatte und in der US-Emigration als technischer Berater mehrerer Hollywoodfilme, in denen zum Teil auch seine Frau mitgewirkt hatte, fungierte.

## Filmografie
- 1931: Mädchen in Uniform
- 1942: I Married an Angel
- 1942: Reunion in France
- 1943: Assignment in Brittany
- 1943: Gefährliche Flitterwochen
- 1943: Auch Henker sterben
- 1943: Appointment in Berlin
- 1944: Das siebte Kreuz
- 1945: Her Highness and the Bellboy
- 1945: Tarzan und die Amazonen
- 1948: Brief einer Unbekannten
- 1948: Berlin Express
- 1949: Frauen um Dr. Corday